# Operador d'escala
En àlgebra lineal (i la seva aplicació a la mecànica quàntica), un operador de pujada o baixada (conegut col·lectivament com a operadors d'escala) és un operador que augmenta o disminueix el valor propi d'un altre operador. En mecànica quàntica, l'operador de pujada s'anomena de vegades l'operador de creació, i l'operador de baixada l'operador d'aniquilació. Les aplicacions conegudes dels operadors d'escala en mecànica quàntica es troben en els formalismes de l'oscil·lador harmònic quàntic i el moment angular.

## Terminologia
Hi ha una relació entre els operadors d'escala de pujada i baixada i els operadors de creació i aniquilació utilitzats habitualment en la teoria quàntica de camps que rau en la teoria de la representació. L'operador de creació ai† augmenta el nombre de partícules en l'estat i, mentre que l'operador d'aniquilació corresponent a i disminueix el nombre de partícules en l'estat i. Això compleix clarament els requisits de la definició anterior d'un operador d'escala: l'increment o la disminució del valor propi d'un altre operador (en aquest cas l'operador del nombre de partícules).
La confusió sorgeix perquè el terme operador d'escala s'utilitza normalment per descriure un operador que actua per incrementar o disminuir un nombre quàntic que descriu l'estat d'un sistema. Per canviar l'estat d'una partícula amb els operadors de creació/aniquilació de QFT requereix l'ús d' operadors d'aniquilació i de creació. S'utilitza un operador d'aniquilació per eliminar una partícula de l'estat inicial i un operador de creació s'utilitza per afegir una partícula a l'estat final.
El terme "operador d'escala" o "operadors de pujada i baixada" també s'utilitza de vegades en matemàtiques, en el context de la teoria de les àlgebres de Lie i en particular les àlgebres de Lie afins. Per exemple, per descriure les subàlgebres su(2), el sistema arrel i els mòduls de pes més alt es poden construir mitjançant els operadors d'escala. En particular, el pes més elevat és aniquilat pels operaris de criança; la resta de l'espai arrel positiu s'obté aplicant repetidament els operadors de baixada (un conjunt d'operadors d'escala per subàlgebra).

## Motivació des de les matemàtiques
Des del punt de vista de la teoria de la representació, una representació lineal d'un grup de Lie semi-simple en paràmetres reals continus indueix un conjunt de generadors per a l'àlgebra de Lie. Una combinació lineal complexa d'aquests són els operadors d'escala. Per a cada paràmetre hi ha un conjunt d'operadors d'escala; Aquestes són llavors una manera estandarditzada de navegar per una dimensió del sistema arrel i la xarxa arrel. Els operadors d'escala de l'oscil·lador harmònic quàntic o la "representació numèrica" de la segona quantització són només casos especials d'aquest fet. Aleshores, els operadors d'escala esdevenen omnipresents en mecànica quàntica des de l'operador de moment angular fins a estats coherents i operadors discrets de traducció magnètica.

## Formulació general
Suposem que dos operadors X i N tenen la relació de commutació
{\displaystyle [N,X]=cX} per a algun escalar c. Si {\displaystyle {|n\rangle }} és un estat propi de N amb equació de valors propis
{\displaystyle N|n\rangle =n|n\rangle ,} llavors l'operador X actua {\displaystyle |n\rangle } de tal manera que es desplaça el valor propi per c :
{\displaystyle {\begin{aligned}NX|n\rangle &=(XN+[N,X])|n\rangle \\&=XN|n\rangle +[N,X]|n\rangle \\&=Xn|n\rangle +cX|n\rangle \\&=(n+c)X|n\rangle .\end{aligned}}}En altres paraules, si {\displaystyle |n\rangle } és un estat propi de N amb valor propi n, doncs {\displaystyle X|n\rangle } és un estat propi de N amb valor propi n + c o és zero. L'operador X és un operador de pujada per a N si c és real i positiu, i un operador de descens per a N si c és real i negatiu.
Si N és un operador hermitià, aleshores c ha de ser real i l'adjunt hermitià de X obeeix a la relació de commutació
{\displaystyle [N,X^{\dagger }]=-cX^{\dagger }.}En particular, si X és un operador de descens per a N, aleshores X † és un operador de pujada per a N i a la inversa.